# Tarphonomus harterti
Tarphonomus harterti е вид птица от семейство Furnariidae.

## Разпространение
Видът е разпространен в Боливия.